# Route nationale 74 (France)
Pour les articles homonymes, voir Route nationale 74.

La route nationale 74, ou RN 74, était une route nationale française reliant jusqu'en 2006 Hautefond, (à la jonction de la RN79) à Sarreguemines.

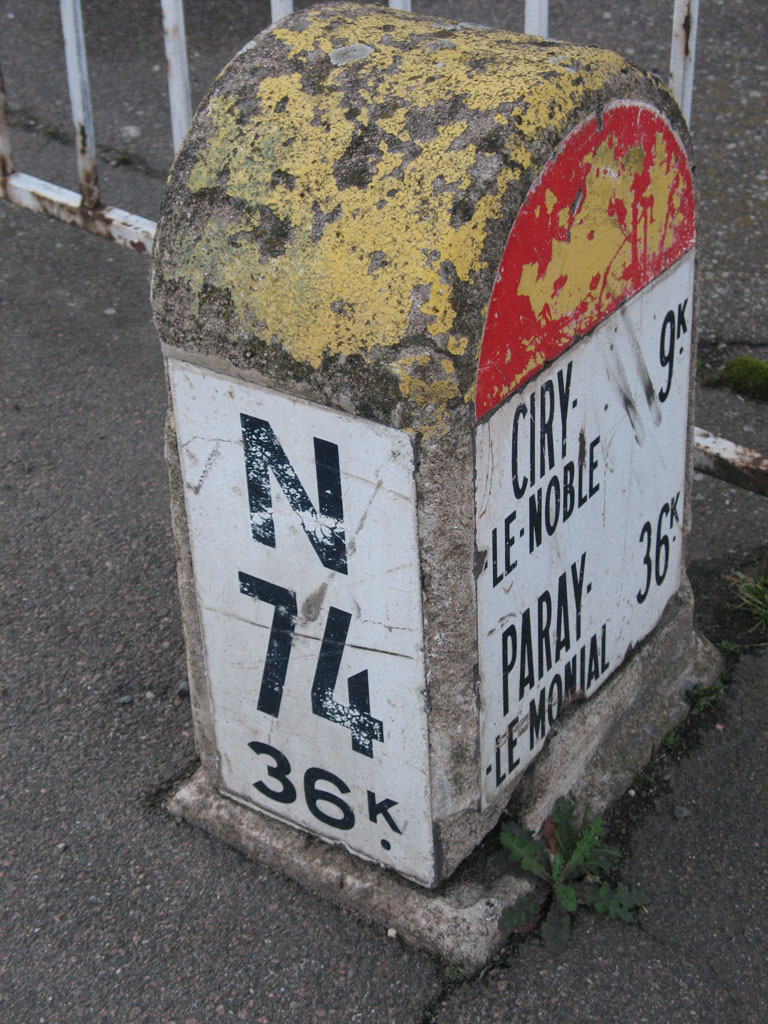
Une borne Michelin sur le tracé qui longe le canal entre Corpeau et Paray-le-Monial (71)

Voir le tracé de la RN74 sur GoogleMaps

## Histoire
Les déclassements des années 1970 ont fait subir à cette route plusieurs modifications :
- la RN 74 possédait un tronçon de Paray-le-Monial à Corpeau, qui a été construit seulement au XXe siècle et finalement déclassé en D 974 ;
- le tronçon de Langres à Neufchâteau a été déclassé en D 74 et la route nationale 74 a été déviée via Chaumont en faisant tronc commun avec la route nationale 19 de Langres à Chaumont ;
- le tronçon de Colombey-les-Belles à Nancy a été déclassé en D 974 et la RN 74 a été déviée par Toul en faisant tronc commun avec la route nationale 4 et l'autoroute A 31 de Toul à Nancy
- le tronçon de Sarreguemines à la frontière franco-allemande a été déclassé en D 974 ;

En 2006, les tronçons subsistants ont été déclassés en RD 974 et RD 674.
- en 2010, un ouvrage intitulé Nationale 74 est édité par Divine Comédie.

## Tracé

### De Paray-le-Monial à Corpeau (D 974)
Cette route, construite au XXe siècle pour l'exploitation des mines de Montceau-les-Mines, le long du canal du Centre, a été déclassée dans les années 1970 alors qu'elle avait été partiellement doublée d'une voie rapide, l'actuelle route nationale 70. Elle passait par :
- Paray-le-Monial
- Palinges
- Génelard
- Ciry-le-Noble
- Montceau-les-Mines
- Blanzy
- Saint-Julien-sur-Dheune
- Saint-Léger-sur-Dheune
- Dennevy
- Saint-Gilles
- Corpeau

À noter qu'elle s'achevait sur une route au numéro plus élevé qu'elle, la RN 79 à Paray-le-Monial.

### De Corpeau à Langres (nationale 74)
- Puligny-Montrachet
- L'Hôpital de Meursault (commune de Meursault)
- Volnay
- Pommard
- Beaune (km 91)
- Aloxe-Corton
- Chorey-lès-Beaune
- Ladoix-Serrigny
- Comblanchien
- Premeaux-Prissey Deux villages jumelés
- Nuits-Saint-Georges (km 108)
- Vosne-Romanée
- Vougeot
- Chambolle-Musigny
- Morey-Saint-Denis
- Gevrey-Chambertin (km 119)
- Chenôve (km 126)
- Dijon (km 131)
- Norges-la-Ville
- Til-Châtel (km 156)
- Orville
- Vaux-sous-Aubigny
- Prauthoy (km 177)
- Réservoir de la Vingeanne
- Longeau-Percey (km 187) et reprend un tronçon de l'ancienne route nationale 67 jusqu'à Langres (km 197)

### De Langres à Neufchâteau (D 74)
Cette route a été déclassée en D 74. Elle passait par :
- Bannes
- Frécourt
- Montigny-le-Roi (commune de Val-de-Meuse)
- Noyers
- Clefmont
- Maisoncelles
- Huilliécourt
- Bourg-Sainte-Marie
- Saint-Thiébault
- Goncourt
- Harréville-les-Chanteurs
- Bazoilles-sur-Meuse
- Neufchâteau

### De Chaumont à Neufchâteau (D 674)
Ce tronçon aujourd'hui renuméroté RD 674 appartenait à la route nationale 65 jusqu'aux déclassements des années 1970. Il passe par :
- Chaumont (km 233)
- Andelot-Blancheville (km 254)
- Rimaucourt
- Saint-Blin
- Prez-sous-Lafauche
- Liffol-le-Petit
- Liffol-le-Grand (km 277)
- Neufchâteau (km 287)

### De Neufchâteau à Colombey-les-Belles (D 674)

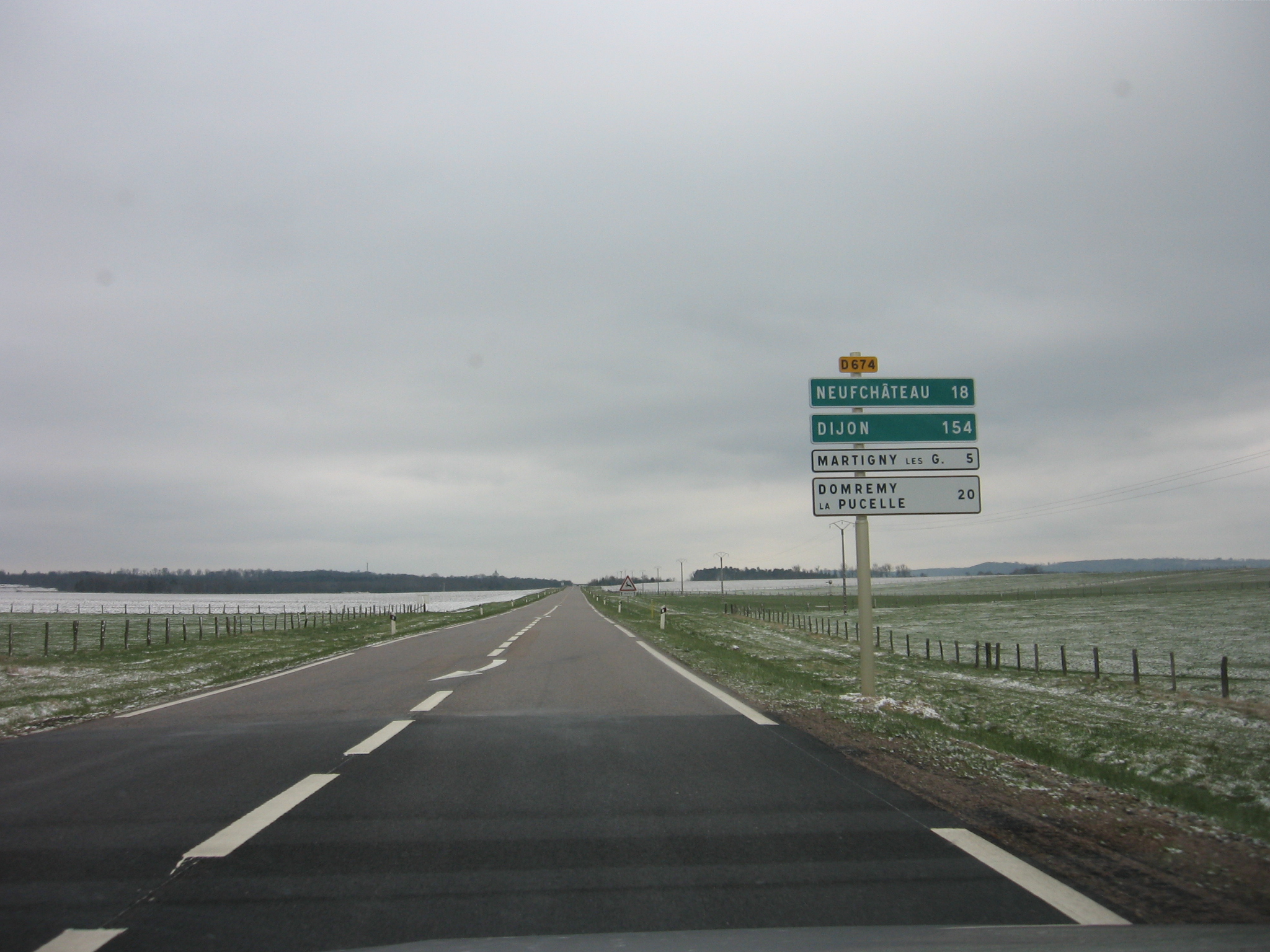
La RN 74 devenue RD 674 près d'Autreville (Vosges)

Ce tronçon était encore classé en 2005 mais est devenu aujourd'hui la RD 674. Il passe par :
- Soulosse-sous-Saint-Élophe
- Martigny-les-Gerbonvaux (km 300)
- Autreville
- Colombey-les-Belles (km 313)

### De Colombey-les-Belles à Nancy (D 974)
Ce tronçon a été déclassé en D 974 dans les années 1970. Il passait par :
- Allain
- Thuilley-aux-Groseilles
- Bainville-sur-Madon
- Pont-Saint-Vincent
- Neuves-Maisons
- Chavigny
- Vandœuvre-lès-Nancy
- Nancy

### De Colombey-les-Belles à Toul (D 674)
Ce tronçon, affecté à la RN 74 dans les années 1970, correspond à un ancien tronçon du CD 12 de Meurthe-et-Moselle qui reliait  alors Toul à Maconcourt. À l'entrée de Toul, la RN 74 a remplacé la RN 404 qui allait de Toul à Gripport. En 2006, ce tronçon a été déclassé en RD 674.

### De Nancy à Sarreguemines (D 674)

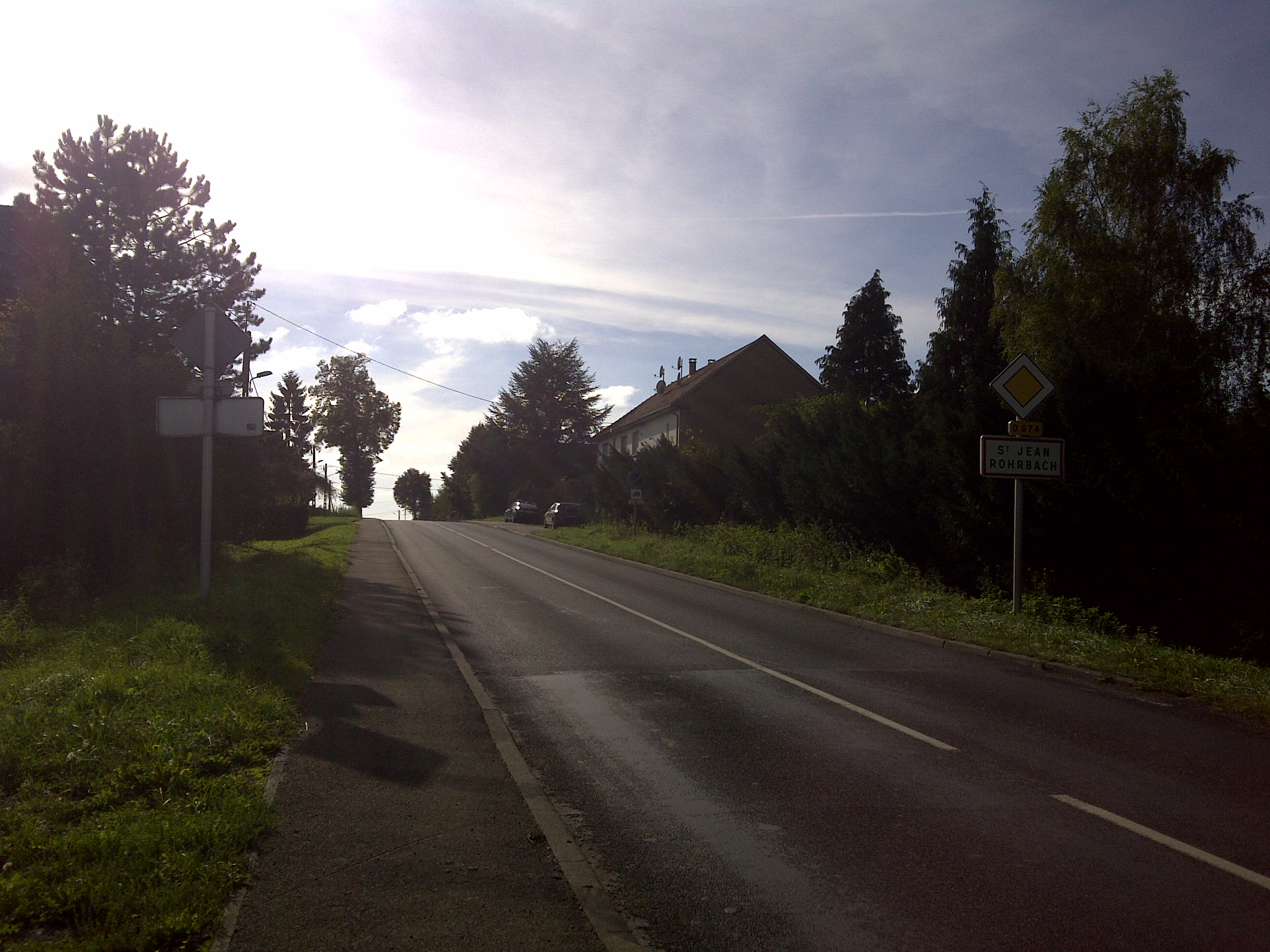
Début de Saint-Jean-Rohrbach en venant de Puttelange-aux-Lacs.

Ce tronçon était encore classé en tant que route nationale jusqu'en 2006 mais a été déclassé en RD 674. Il passe par :
- Saint-Max (km 357)
- Essey-lès-Nancy
- Seichamps
- Laneuvelotte
- Champenoux
- Mazerulles
- Moncel-sur-Seille (km 375)
- Château-Salins
- Gerbécourt
- Morhange (km 403)
- Bérig-Vintrange
- Grostenquin (km 413)
- Hellimer
- Diffembach-lès-Hellimer
- Saint-Jean-Rohrbach
- Puttelange-aux-Lacs (km 431)
- Woustviller
- Sarreguemines (km 439)

### De Sarreguemines à l'Allemagne (D 974)
Ce tronçon a été déclassé en D 974 dans les années 1970. Il quittait la France au niveau de Frauenberg puis menait à Deux-Ponts (Zweibrücken).